# Noriko Sasaki
Noriko Sasaki (佐々木倫子?, Sasaki Noriko; Asahikawa, 7 ottobre 1961) è una fumettista giapponese specializzata in shōjo.
Laureatasi all'Università Pedagogica di Hokkaidō, ha iniziato la carriera come mangaka nel 1980 con Apron Complex (エプロン・コンプレックス?, Epuron compurekkusu) pubblicato in un numero speciale della rivista Hana to yume. La sua opera più conosciuta è Dōbutsu no o-isha-san (動物のお医者さん?) (Il veterinario), pubblicata da Hana to yume tra il 1988 e il 1994. Da Dōbutsu no o-isha-san è stato successivamente tratto un serial televisivo di 11 episodi, trasmesso dalla rete televisiva Asahi durante la primavera del 2003.

## Opere
- Bōkyaku Series (忘却シリーズ?)
  - Shokutaku no Majutsushi (食卓の魔術師?) (Il mago della tavola, 1984)
  - Kazoku no Shōzō (家族の肖像?) (Ritratto di famiglia, 1985)
  - Taimeishi no Meikyō (代名詞の迷宮?) (Labirinto di congiunzioni, 1987)
- Peppermint Spy (ペパミント・スパイ?) (Spia di menta, 1985)
- Ringo de Diet (林檎でダイエット?) (Dieta con mele, 1988)
- Dōbutsu no o-isha-san (動物のお医者さん?) (Il veterinario 1989)
- Otanko Nurse (おたんこナース?) (1994)
- Heaven? (1999)